# Берёзовая Пойма
Берёзовая По́йма — посёлок в составе городского округа г. Нижнего Новгорода. 
Административно относится к Московскому району города Нижнего Новгорода. Образует Берёзовопойменский сельсовет Московского района.

## История
Поселение было основано в 1950 году как временный посёлок торфоразработчиков, торф добывался для нужд завода «Красное Сормово». Разработка торфа прекратилась в 1982 году, однако посёлок сохранился и существует до сих пор.

## Население
| 2002 | 2010 | 2020 | 2021 | 2023 |
| ---- | ---- | ---- | ---- | ---- |
| 1012 | ↘967 | ↘915 | ↘914 | ↗978 |

## Экономика
В посёлке действует завод ОАО «Камея», выпускающий кузова фургонов, резиновые перчатки и рукавицы для химических производств.

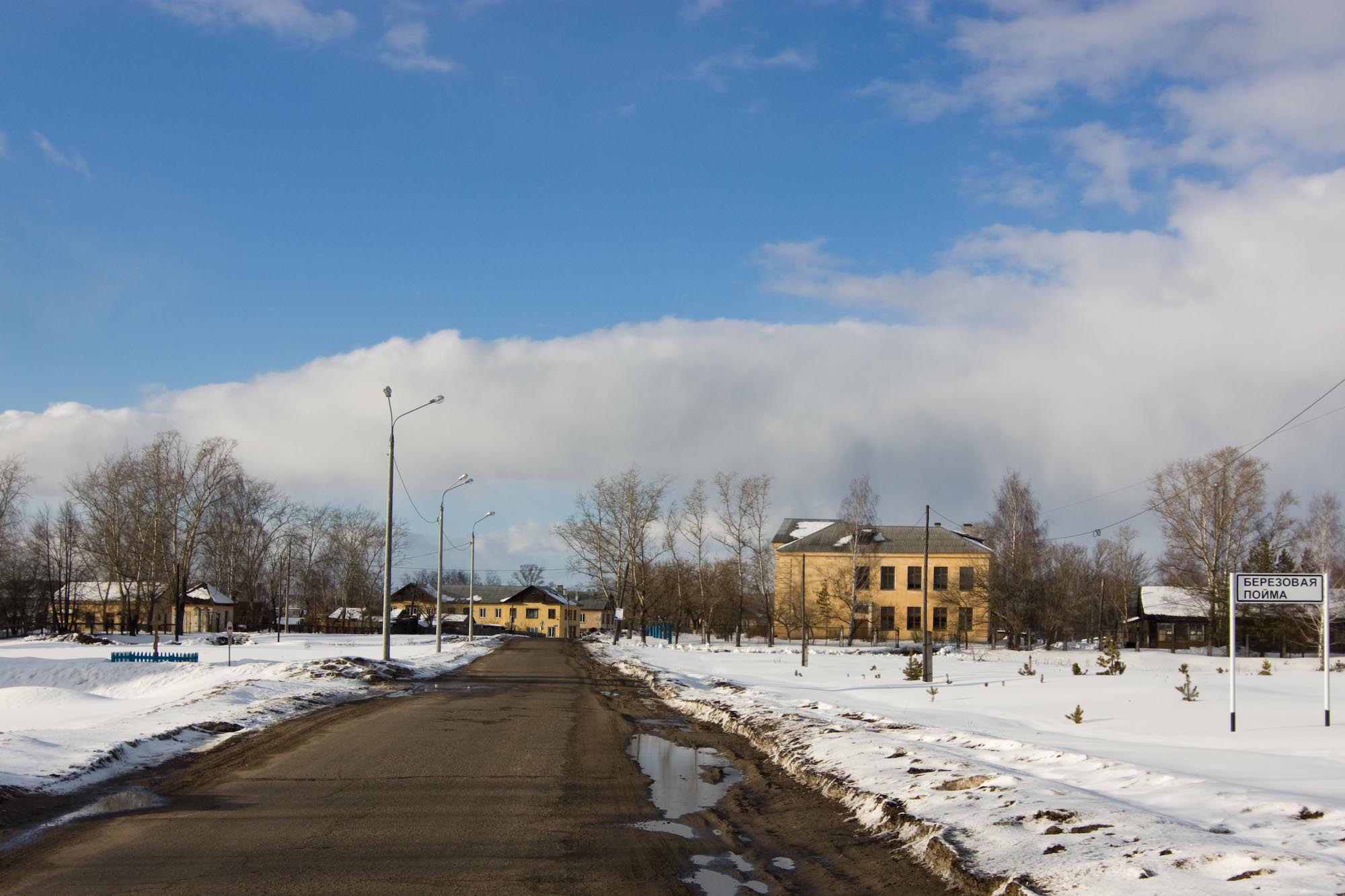
На въезде в посёлок.

На территории посёлка также располагается испытательный полигон Горьковского автозавода.

## Транспорт
От автостанции "Канавинская" сюда курсирует автобус № 210.